# Гродзиньский, Эугениуш
Эугениуш Гродзиньский (пол. Eugeniusz Grodziński, в некоторых русских источниках Евгений Гродзиньский; при рождении Ефим Вульфович Гродзинский, позже Ефим Владимирович Гродзинский; 10 января 1912, Псков — 11 октября 1994, Варшава) — польский философ
 и логик, специалист по философии языка.

## Биография
Родился в семье аптекарского помощника Вульфа Гиршевича Гродзинского (1875—?), уроженца Режицы Витебской губернии, с 1902 года владевшего складом аптечных и косметических товаров в доме А. С. Хмелинского на Великолуцкой улице в Пскове, с 1904 года торговавшего также фотографическими и электротоварами, удобрениями, затем совладельца магазинов золотых и серебряных вещей и часов на Сергиевской улице в доме Гессе (с братом Х. Г. Гродзинским) и на Великолуцкой улице в доме Неймана (с шурином И.-Л. Ш. Израелитом, позже перемещённого в трёхэтажный доходный дом Станкевича на Октябрьском проспекте, № 42). Мать — Тойба Хаим-Зельмановна Сайет (1880, Вильна — ?). Родители поженились в Вильне 30 декабря 1905 года.
В 1920-е году семья жила в Резекне. После окончания факультета права Виленского университета (1935) жил в Польше. После Второй мировой войны оказался на территории СССР, но в 1957 году в рамках политики возвращения бывших польских граждан вернулся в Польшу. С 1959 г. и до конца жизни работал в Институте философии и социологии Польской Академии наук. В 1963 г. за монографию «Значение слова в естественном языке» (пол. Znaczenie słowa w języku naturalnym) был удостоен степени доктора философии.

## Семья
Дядя (брат отца) — Хаим Гершевич (Ефим Григорьевич) Гродзинский (1871—1934), городской врач Режицы (Резекне), с 1922 года директор еврейской гимназии (сначала на русском языке, потом на идише).